# Echeta rubrireta
Echeta rubrireta är en fjärilsart som beskrevs av Paul Dognin 1906. Echeta rubrireta ingår i släktet Echeta och familjen björnspinnare. Inga underarter finns listade i Catalogue of Life.